# Turquoise

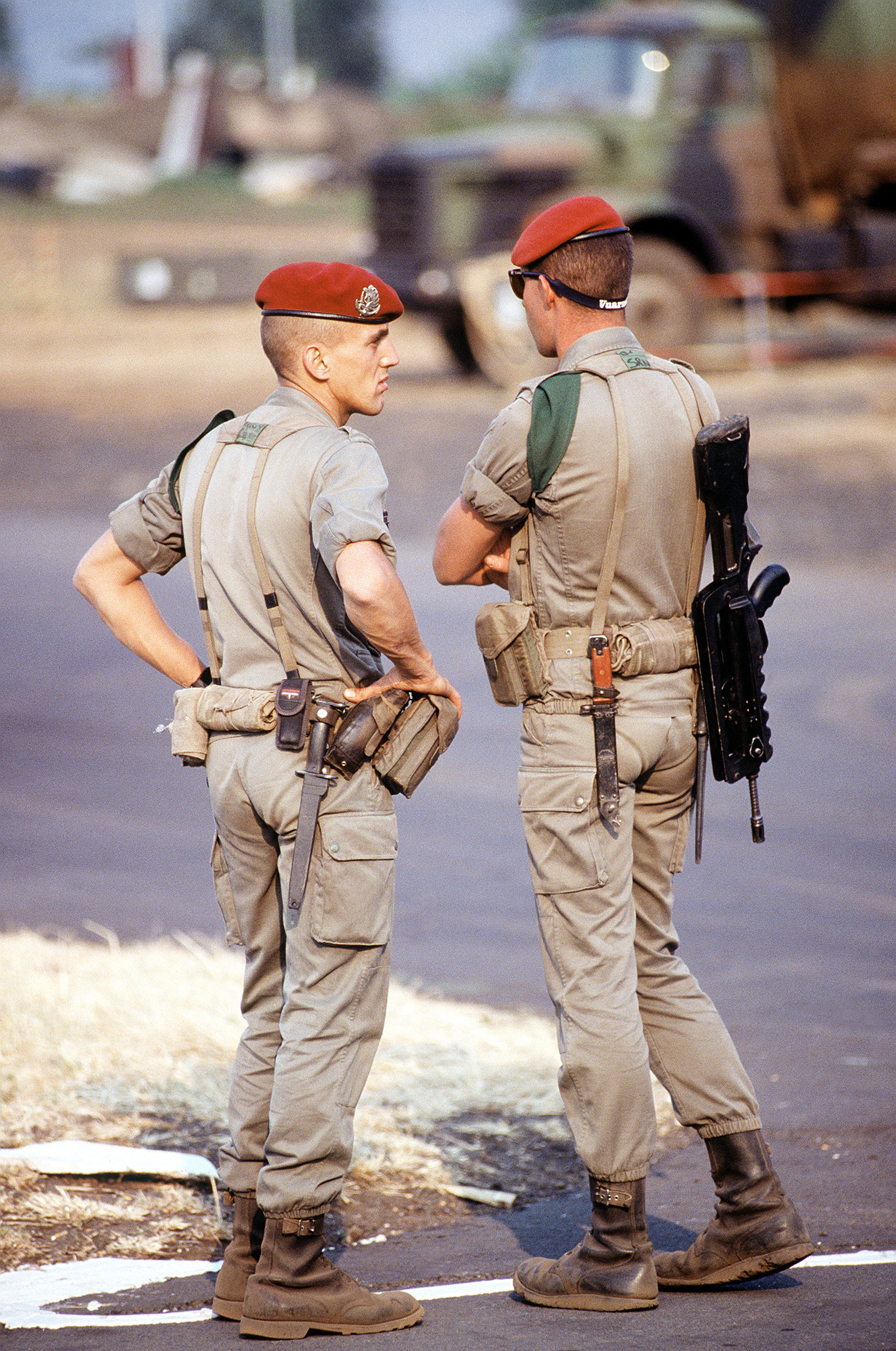
French parachutists, part of the international military force supporting the Rwandan relief effort, stand guard at the airport.

Turquoise a fost o operațiune militarǎ francezǎ în Ruanda(1994), sub mandatul Națiunilor Unite.